# Conão (duque)
Conão (em latim: Conon) foi um oficial bizantino do século VI, ativo no reinado do imperador Justiniano (r. 527–565). Foi mencionado duas vezes num papiro proveniente de Antinoópolis, provavelmente escrito por Flávio Dióscoro no final de 567. Na primeira, apareceu como receptor da residência do pai de Dióscoro chamado Psates de Apolo, que perdeu a visão pelo tempo da administração de Hório (550/1). Na segunda apareceu meramente para corroborar uma correção cronológica dos relatos. Os autores da PIRT sugerem que pelo contexto Conão teria sido o sucessor de Hório como duque e augustal da Tebaida.